# Campeonato Catarinense de Futebol de 1944
O Campeonato Catarinense de Futebol de 1944 teve a participação de 5 equipes. Neste ano o Avaí sagrou-se tricampeão estadual.

## Equipes Participantes
| Equipe        | Município     |
| ------------- | ------------- |
| Avaí          | Florianópolis |
| Caxias        | Joinville     |
| Marcílio Dias | Itajaí        |
| Concórdia     | Rio do Sul    |
| Palmeiras*    | Blumenau      |

*Em 21 de março de 1944 o Clube Recreativo Brasil muda o nome para Palmeiras Esporte Clube. 

## Fase preliminar
| 07/01/1945 - Domingo | 07/01/1945 - Domingo | 07/01/1945 - Domingo | 07/01/1945 - Domingo | 07/01/1945 - Domingo | 07/01/1945 - Domingo |
| -------------------- | -------------------- | -------------------- | -------------------- | -------------------- | -------------------- |
| Palmeiras            | 3                    | x                    | 0                    | Caxias               |                      |
| 14/01/1945 - Domingo |                      |                      |                      |                      |                      |
| Caxias               | 4                    | x                    | 6                    | Palmeiras            |                      |

Em negrito: Campeão da Zona Norte de 1944, classificado para decisão da Zona Sul.

## Semifinais
| Zona Leste           | Zona Leste           | Zona Leste           | Zona Leste           | Zona Leste           | Zona Leste           |
| 07/01/1945 - Domingo | 07/01/1945 - Domingo | 07/01/1945 - Domingo | 07/01/1945 - Domingo | 07/01/1945 - Domingo | 07/01/1945 - Domingo |
| -------------------- | -------------------- | -------------------- | -------------------- | -------------------- | -------------------- |
| Concórdia            | 1                    | x                    | 2                    | Marcílio Dias        |                      |
| 14/01/1945 - Domingo |                      |                      |                      |                      |                      |
| Marcílio Dias        | 3                    | x                    | 0                    | Concórdia            |                      |

| Zona Sul             | Zona Sul             | Zona Sul             | Zona Sul             | Zona Sul             | Zona Sul             |
| 21/01/1945 - Domingo | 21/01/1945 - Domingo | 21/01/1945 - Domingo | 21/01/1945 - Domingo | 21/01/1945 - Domingo | 21/01/1945 - Domingo |
| -------------------- | -------------------- | -------------------- | -------------------- | -------------------- | -------------------- |
| Palmeiras            | 5                    | x                    | 4                    | Avaí                 |                      |
| 11/02/1945 - Domingo |                      |                      |                      |                      |                      |
| Avaí                 | 11                   | x                    | 1*                   | Palmeiras            |                      |

*10-1 no tempo normal e 1-0 na prorrogação. 

Em negrito: Classificados à final.

## Final
| 18/02/1945 - Domingo | 18/02/1945 - Domingo | 18/02/1945 - Domingo | 18/02/1945 - Domingo | 18/02/1945 - Domingo | 18/02/1945 - Domingo |
| -------------------- | -------------------- | -------------------- | -------------------- | -------------------- | -------------------- |
| Marcílio Dias        | 1                    | x                    | 2                    | Avaí                 |                      |
| 25/02/1945 - Domingo |                      |                      |                      |                      |                      |
| Avaí                 | 5                    | x                    | 3                    | Marcílio Dias        |                      |

## Elenco do campeão
Adolfinho; Fateco e Chocolate, Felipinho, Beck e Aldo; Lebetinha, Nizeta, Braulio, Tião e Saul.

## Classificação final
| 1 | Avaí Futebol Clube          |
| 2 | Clube Náutico Marcílio Dias |
| 3 | Esporte Clube Concórdia     |
| 4 | Palmeiras Esporte Clube     |
| 5 | Caxias Futebol Clube        |

|  |                              |
|  | Campeão Catarinense de 1944. |

## Campeão
| Campeonato Catarinense de 1944 |
| ------------------------------ |
| Avaí 8º Título                 |